# Megacarioblasto
Megacarioblasto é um precursor do promegacariócito, que por sua vez é um precursor do megacariócito. É o início da série trombótica.
Ela deriva de uma unidade de colônia CFU-Me de células-tronco hematopoiéticas pluripotenciais. (Algumas fontes usam o termo "CFU-Meg" para identificar as Unidades de formação de colônias (UFC)).